# 인천고잔중학교
인천고잔중학교(仁川古棧中學校)는 대한민국 인천광역시 남동구 논현동에 위치한 공립 중학교이다.

## 학교 연혁
- 2010년 3월 1일 : 초대 김종각 교장 취임
- 2010년 3월 1일 : 개교(15학급 편성)
- 2010년 3월 2일 : 제1회 입학(354명)
- 2011년 2월 10일 : 제1회 졸업식(31명)
- 2023년 9월 1일 : 제6대 김경숙 교장 취임
- 2024년 2월 7일 : 제14회 졸업(258명)
- 2024년 3월 4일 : 제15회 입학(258명)

## 참고 자료
- 인천고잔중학교 - 한국교육학술정보원 학교알리미